# Ochthebius evanescens
Ochthebius evanescens es una especie de escarabajo del género Ochthebius, familia Hydraenidae. Fue descrita científicamente por Sahlberg en 1875.
Se distribuye por Rusia (en Siberia). Mide 1,5 milímetros de longitud y su edeago 0,4 milímetros.